# Iphinoe tenera
Iphinoe tenera is een zeekommasoort uit de familie van de Bodotriidae. De wetenschappelijke naam van de soort is voor het eerst geldig gepubliceerd in 1960 door Lomakina.